# Bisi Silva
Bisi Silva   (29 de maig de 1962 - Lagos, 12 de febrer de 2019) va ser un conservadora i especialista en art contemporani de Nigèria, amb seu a Lagos.

## Biografia
Bisi Silva es va graduar amb un màster en administració d'arts visuals: comissariat i encàrrec d'art contemporani al Royal College of Art de Londres, el 1996. Els primers dies de la seva carrera, Silva va treballar com a comissària independent i va fundar Fourth Dial Art, projecte sense ànim de lucre a Londres dedicat a promoure i cultivar la pràctica cultural en les arts visuals i ajudar els artistes a formar col·laboracions significatives amb institucions artístiques i professionals. Un dels resultats de Fourth Dial Art va ser una exposició itinerant, Heads of State, amb l'obra de Faisal Abdu'Allah, que aleshores era un artista emergent del món de l'art londinenc.
Va visitar Lagos, Nigèria, el 1999 amb la idea d'iniciar-hi un projecte. Silva va ser la fundadora i directora artística del Centre d'Art Contemporani de Lagos (CCA, Lagos), que es va inaugurar el desembre de 2007. CCA Lagos promou investigacions, documentació i exposicions relacionades amb l'art contemporani a l'Àfrica i a l'estranger. A CCA Lagos, Silva va comissariar nombroses exposicions, inclosa una amb el pintor nigerià Ndidi Dike. Silva també va ser la fundadora de l'Asiko Art School, que es descriu a si mateixa com un "taller d'art en part, residència parcial i acadèmia d'art en part".
Va ser conservadora de The Progress of Love, una col·laboració transcontinental en tres llocs dels Estats Units i Nigèria (octubre de 2012 a gener de 2013). Silva va ser conservadora de J. D. 'Okhai Ojeikere: Moments of Beauty, Kiasma, Hèlsinki (abril-novembre 2011). També va ser conservadora de la segona Biennal d'Art Contemporani de Tessalònica, Grècia, Praxis: Art in Times of Incertainty, el setembre del 2009. El 2006, Silva va ser un dels comissaris de la Biennal de Dakar al Senegal. En col·laboració amb la crítica d'art portuguesa Isabel Carlos, va seleccionar artistes per al tercer premi Artes Mundi a Gal·les. També va ser conservadora de Contact Zone: Contemporary Art from West and North Africa (octubre de 2007) i una exposició titulada Telling ... Contemporary Finnish photography, a la setena biennal de fotografia africana a Bamako (novembre de 2007).
Silva va escriure sobre art contemporani per a publicacions internacionals, incloses Art Monthly, Untitled, Third Text, M Metropolis, Agufon i per a diaris nigerians com This Day. Va formar part del consell editorial de n.paradoxa, una revista d'art feminista internacional i va ser l'editora convidada del número de diàspora africana i sobre Àfrica de n.paradoxa (gener de 2013).
Silva va morir a Lagos, Nigèria, a l'edat de 56 anys després d'una batalla de quatre anys contra el càncer de mama.
Les conservadores Nina Zimmer i Touria El Glaoui van nomenar Silva entre les conservadores més influents de la dècada.

## Exposicions

### 2009
- In the Light of Play, Durban Art Gallery i Johannesburg Art Fair
- Chance Encounters, Seven Contemporary Artists from Africa, Sakshi Gallery, Mumbai India i Sakshi Gallery, Taipei, Taiwan
- Like A Virgin ..., Lucy Azubuike (NIG) and Zanele Muholi (SA), CCA, Lagos
- Praxis: Art in Times of Uncertainty, Second Thessaloniki Biennale of Contemporary Art, Grècia
- Maputo: A tale of One City, Oslo, part africana a la temporada d'Oslo.

### 2008
- George Osodi, Paradise Lost: Revisiting the Niger Delta, CCA, Lagos
- Ndidi Dike, Waka-into-bondage: The Last ¾ Mile, CCA, Lagos

### 2007
- Fela, Ghariokwu Lemi and The Art of the Album Cover, CCA, Lagos
- Contact Zone: Contemporary Art from West and North Africa, Museu Nacional de Mali
- Telling... Contemporary Finnish photography, Settima Biennale di Fotografia Africana, Bamako

### 2006
- Dak'Art, Biennale di Dakar, Senegal